# 2-Cyanoacrylate de méthyle
 (août 2011).
Si vous disposez d'ouvrages ou d'articles de référence ou si vous connaissez des sites web de qualité traitant du thème abordé ici, merci de compléter l'article en donnant les références utiles à sa vérifiabilité et en les liant à la section « Notes et références ».
Le 2-cyanoacrylate de méthyle est un cyanoacrylate de formule brute C5H5NO2. Ce monomère est une des formes de la colle dite « instantanée », plus connue sous le nom commercial de Super Glue. Les autres déclinaisons du cyanoacrylate sont le 2-cyanoacrylate d'éthyle, le 2-cyanoacrylate de butyle ou encore le 2-cyanoacrylate d'octyle, utilisé en médecine humaine et vétérinaire, ainsi que pour les premiers soins.

## Propriétés du monomère
Ce monomère liquide, de formule CH2=C(CN)COOCH3, a une masse moléculaire de 111,1 g/mol.
Son point d'éclair se situe à 79 °C et sa densité est de 1,1.

Principe de la polymérisation du 2-cyanoacrylate de méthyle.

Il polymérise rapidement en présence d'anions (la polymérisation anionique démarre le plus souvent grâce à l'humidité naturellement présente sur les substrats, bien que dans certains rares cas, un amorceur anionique - tel l'hydroxyde, les amines, les alcools, etc. - puisse être utilisé). Dans ce cas précis, l'humidité suffit à amorcer la polymérisation, l'intermédiaire réactionnel étant stabilisé par la présence du groupement carbonyle et du groupement cyano en position alpha du carbanion. Lors de la polymérisation, il y a formation de longues et solides chaînes polaires.